# Davide Comini
Davide Comini (Lecco, 20 maggio 2000) è un canottiere italiano.

## Biografia
Gareggia nel 2 senza con Giovanni Codato.
Agli europei di Bled 2023 ha ottenuto in 9º posto in classifica. Ai mondiali di Račice 2022 si è piazzato 8º.
Agli Europei di Seghedino 2023 ha guadagnato il 6º posto. Ai mondiali di Belgrado 2023 ha concluso al 10º posto.
Ha rappresentato l'Italia ai Giochi olimpici estivi di Parigi 2024, concludendo 12º nel due senza.